# Molybden(VI) oxide
Molybden(VI) Oxide là một hợp chất vô cơ có thành phần chính gồm hai nguyên tố molybden và oxy, với công thức hóa học được quy định là MoO3. Hợp chất này là chất được sản xuất với số lượng lớn nhất so với bất kỳ hợp chất nào của nguyên tố molybden. Nó tồn tại trong tự nhiên dưới dạng khoáng sản hiếm molybdit. 
Trạng thái oxy hóa của molybden trong hợp chất này là +6.

## Điều chế và phản ứng chính
MoO3 được sản xuất trong công nghiệp bằng cách nung chiết molybden(IV) sulfide, quặng chính của kim loại molybden, với phương trình phản ứng được miêu tả:
2MoS2 + 7O2 → 2MoO3 + 4SO2↑
Việc tổng hợp trong phòng thí nghiệm đòi hỏi phải axit hóa các dung dịch nước của natri molybdat với axit perchloric:
Na2MoO4 + H2O + 2HClO4  → MoO3(H2O)2 + 2NaClO4
Dạng hợp chất ngậm nước đihydrat dễ mất nước để tạo thành dạng ngậm nước monohydrat và cả hai hợp chất đều có màu vàng nhạt.
Molybden(VI) Oxide là một hợp chất ít tan trong nước để tạo ra các loại axit molybdic.

## Hợp chất khác
MoO3 còn tạo một số hợp chất với NH3, như:
- MoO3·⅕NH3·4⁄3H2O (15MoO3·3NH3·20H2O) là tinh thể dạng lăng kính;
- MoO3·¼NH3·H2O (12MoO3·3NH3·12H2O) là tinh thể dạng lăng kính. Dạng 4MoO3·NH3·6H2O là tinh thể không màu;[2]
- MoO3·⅓NH3 là tinh thể không màu, D = 4,14 g/cm³;[3]
- MoO3·½NH3·⅚H2O (6MoO3·3NH3·5H2O) là tinh thể giống nước;
- MoO3·3NH3 là chất rắn màu trắng tuyết.[2]

MoO3 còn tạo một số hợp chất với CO(NH2)2, như MoO3·CO(NH2)2 là chất rắn màu trắng, D = 2,81 g/cm³.

## Ứng dụng
Molybden trioxide được sử dụng làm nguyên liệu thô để sản xuất kim loại molybden. Ngoài ra, nó còn được dùng trong các thiết bị điện tử cũng như chất xúc tác oxy hóa trong ngành công nghiệp dầu khí.